# Нижняя Охтома (северная)
Нижняя Охтома — река в России, протекает по территории Куганаволокского сельского поселения Пудожского района Республики Карелии. Длина реки — 11 км, площадь водосборного бассейна — 179 км².

## Общие сведения
Река берёт начало из Нижнего Охтомозера на высоте 149,5 м над уровнем моря.
Река в общей сложности имеет семь малых притоков суммарной длиной 17 км.
В Нижнее Охтомозеро впадает река Верхняя Охтома, вытекающая из Верхнего Охтомозера. Также Нижняя Охтома имеет правый приток — Гавручей.
Впадает на высоте 136,5 м над уровнем моря в Водлозеро.
Населённые пункты на реке отсутствуют.
Код объекта в государственном водном реестре — 01040100412102000016210.